# Понтіак (вождь)

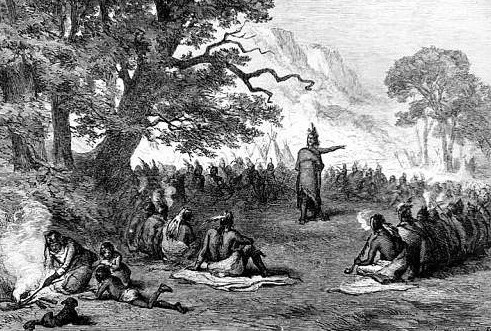
Промова Понтіака

Понтіак (Pontiac або Obwandiyag) (близько 1720 — 20 квітня 1769) — вождь індіанського племені Оттава з групи алгонкінів в Північній Америці.
У 1760-х рр.. очолив повстання індіанських племен проти англійських колонізаторів. Повстання було спровоковане командувачем британською армією генералом Амхерстом, який вважав індіанців завойованим народом і проводив відповідну політику.
До створеного Понтіаком союзу приєдналися всі індіанські племена східної частини Північної Америки. 2 травня 1763 індіанці під керівництвом Понтіака почали наступ на британські фортеці і здобули ряд перемог. Після тривалої облоги Детройта, Понтіак був змушений у 1766 році укласти мир з англійцями і визнати владу англійського короля.
Був убитий за нез'ясованих обставин.
На честь Понтіака названі міста в штатах Мічиган, Іллінойс, Індіана, а також в канадському Квебеку. Крім того, ім'я Pontiac носить також марка легкових автомобілів (ліквідована 1 листопада 2010 р.) компанії General Motors.